# Iliamna (wulkan)
Iliamna (ang. Mount Iliamna) – czynny stratowulkan na Alasce (Stany Zjednoczone) w Górach Aleuckich. U podnóża wulkanu znajduje się jezioro Iliamna.
Ostatnią pewna erupcja miała miejsce 1 marca 1953 roku, choć ostatnie objawy aktywności odnotowano w styczniu 2013 roku. Największa aktywność miała miejsce 5050-2050 lat p.n.e., kiedy wybuchy w Skali Eksplozywności Wulkanicznej osiągnęły wartość 4.